# Sałtyki (rejon słobodski)
Sałtyki (ros. Салтыки) – wieś (dieriewnia) w Rosji, w obwodzie kirowskim, w rejonie słobodskim. W 2021 liczyła 445 mieszkańców.